# Louis Heathcote
Louis Heathcote (Leicester, 3 de julio de 1997) es un jugador de snooker inglés.

## Biografía
Nació en la ciudad inglesa de Leicester en 1997. Es jugador profesional de snooker desde 2019. No se ha proclamado campeón de ningún torneo de ranking, y su mayor logro hasta la fecha fue alcanzar los cuartos de final del Snooker Shoot Out de 2021, en los que cayó derrotado ante Craig Steadman. Tampoco ha logrado hilar ninguna tacada máxima, y la más alta de su carrera está en 135.